# Iglesia de Caraguano
La iglesia de Caraguano es un templo católico ubicado en la localidad de Caraguano, comuna de Colchane, Región de Tarapacá, Chile. Fue declarada monumento nacional de Chile, en la categoría de monumento histórico, mediante el Decreto Exento n.º 18, del 11 de enero de 2006.

## Historia
Luego del terremoto de 2005 fue restaurada, y sus obras fueron inauguradas en 2013.

## Descripción
Construida en piedra, barro y adobe, presenta una techumbre de dos aguas de madera y cubierta en barro y paja brava. Su torre campanario se encuentra exenta, que tiene dos cuerpos y una cúpula en pirámide. El muro perimetral es de piedra.
La fachada de la iglesia cuenta con dos columnas de piedra. En el interior, el altar es de barro policromado.